# Чечевичный суп
Чечевичный суп — суп с чечевицей в качестве основного ингредиента; он может быть вегетарианским или включать мясо, а также коричневую, красную, жёлтую, зелёную или чёрную чечевицу с шелухой или без неё. Очищенная жёлтая и красная чечевица распадается при варке, превращаясь в густой суп. Это основной продукт питания в Европе, Латинской Америке и на Ближнем Востоке.

## История и литература
Чечевица была обнаружена в слоях палеолита и мезолита пещеры Франхти в Греции (от 9500 до 13 000 лет назад), в конце мезолита в Мурейбете и Телль-Абу-Хурейре в Сирии, а также на стоянках, датируемых 8000 годом до нашей эры в районе Иерихона. Аристофан называл её «самым сладким из деликатесов». Остатки чечевицы были найдены в царских гробницах фиванского некрополя, датируемых 2400 годом до нашей эры. В «Апициевском корпусе», римской кулинарной книге I века нашей эры, есть рецепт супа из чечевицы с каштанами.
Чечевичный суп упоминается в Библии: в Бытие 25:30-34 Исав готов отказаться от своего первородства за кастрюлю с ароматным красным чечевичным супом, который варит его брат Иаков. По еврейской традиции, чечевичный суп подают во время траура; округлость чечевицы представляет собой полный цикл жизни.

## Разновидности

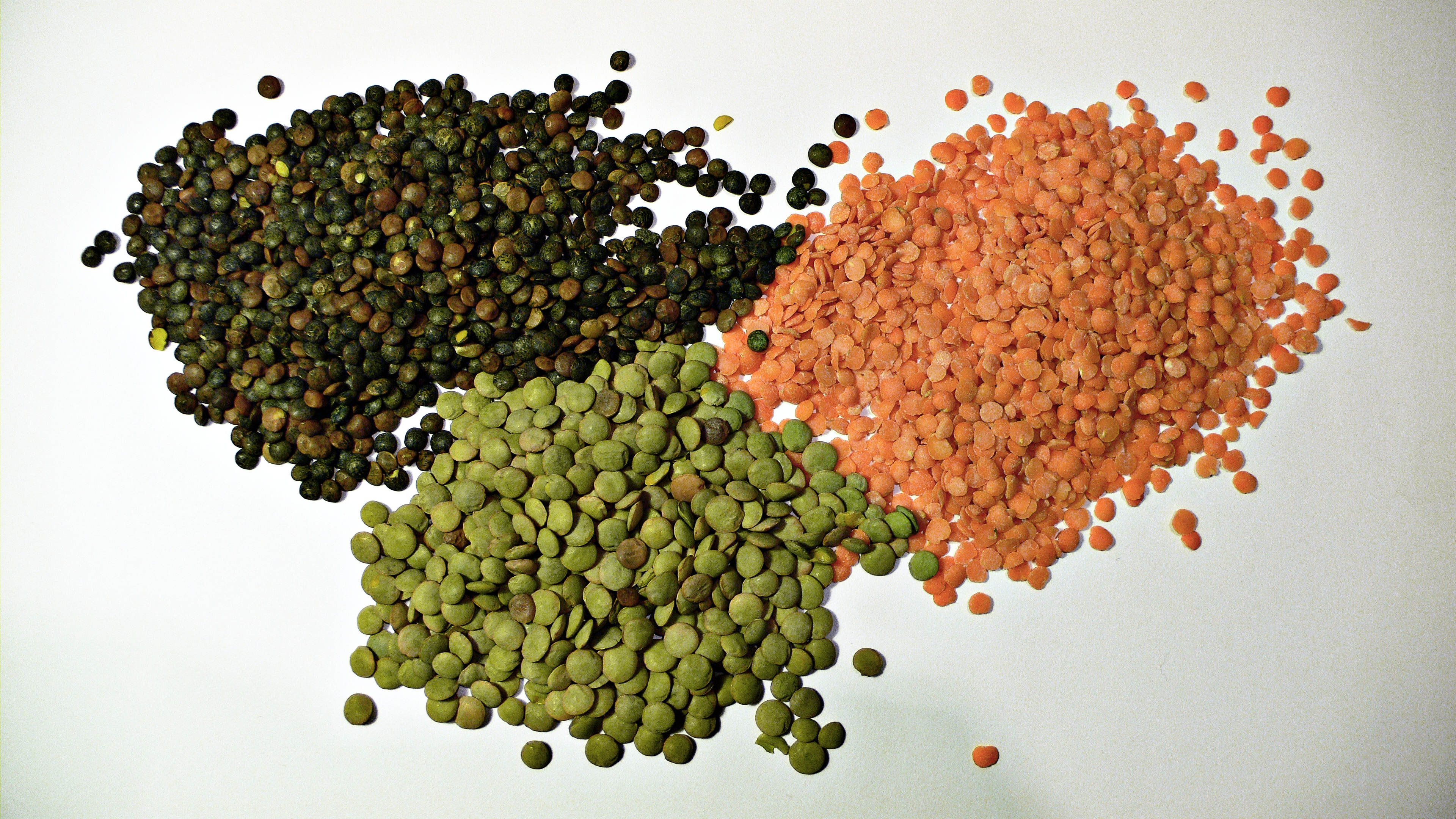
Несколько видов чечевицы, используемых в чечевичном супе

Чечевичный суп может включать такие овощи, как морковь, картофель, сельдерей, петрушку, помидоры, тыкву, спелый банан и лук. Распространённые ароматизаторы: чеснок, лавровый лист, тмин, оливковое масло и уксус. Иногда его украшают гренками или рубленой зеленью, сливочным маслом, оливковым маслом, сливками или йогуртом. Индийский суп из чечевицы содержит множество ароматных специй. В иракской и левантийской кухне суп приправляют куркумой и тмином, покрывают поджаренной тонкой вермишелью, называемой шаирийя (شعيرية), и подают с лимоном для выжимания сока. На Ближнем Востоке в блюдо добавляют лимонный сок. В Египте и на Ближнем Востоке суп обычно пюрируют перед подачей на стол и традиционно употребляют зимой.

## Питательность
Чечевичный суп признан высокопитательным, хорошим источником белка, пищевых волокон, железа и калия.